# Potyczka pod Sahagún
Potyczka pod Sahagún – starcie zbrojne rozegrane 21 grudnia 1808 na trakcie wiodącym z Palencii do León w północnej Hiszpanii. Bitwa zakończyła się zwycięstwem 15 Pułku Huzarów brytyjskich nad dwoma pułkami kawalerii francuskiej w trakcie inwazji na Hiszpanię armii napoleońskiej. 15 Pułk Huzarów został w nagrodę nazwany „Sahaguńskim”, która to nazwa jest tradycyjnie używana przez jednostki armii brytyjskiej.

## Tło bitwy
Do potyczki doszło podczas kampanii gen. Johna Moore’a w północnej Hiszpanii zimą 1808. W październiku Moore wkroczył do Hiszpanii, ale wieści o tym, że armie hiszpańskie zostały pobite i że na czele wojsk francuskich stoi sam cesarz, zmusiły go do odwrotu w kierunku Portugalii. Jednak na początku grudnia Moore otrzymał dwie wiadomości, które skłoniły go do ponownej zmiany planów. Dowiedział się mianowicie, że Madryt się broni i należy spodziewać się długotrwałego oblężenia. Z drugiej strony hiszpański generał Pedro de La Romana informował, że ma pod bronią 23 000 wojska i jest gotów wesprzeć Brytyjczyków. Mając wrażenie, że siły Napoleona są znacznie mniejsze niż były w rzeczywistości, Moore podjął ryzyko wstrzymania odwrotu i uderzenia na armię marszałka Soulta na północy, z zamiarem przerwania francuskich linii komunikacyjnych między Burgos a Madrytem, co mogło zmusić cesarza do odstąpienia od rzekomego oblężenia stolicy.
Tymczasem, po bitwie pod Somosierrą, Madryt padł niemal bez walki 4 grudnia, La Romana był zdolny zebrać zaledwie ułamek obiecywanych sił, a Napoleon miał trzykrotnie więcej wojsk niż Moore przypuszczał. Brytyjska wyprawa na północ mogła skończyć się katastrofą. Nieświadomy niczego lord Paget miał zamiar zaskoczyć Francuzów. Na czele 10. i 15. pułków huzarów dotarł niepostrzeżenie przed świtem pod miasteczko Sahagún, gdzie kwaterowały, na wysuniętej pozycji, dwa pułki kawalerii francuskiej korpusu Soulta: 8. dragonów i 1. (prowizoryczny) szaserów, pod wodzą gen. Debelle'a.

## Przebieg bitwy
Kawalerzyści Pageta ogarnęli francuską pikietę na drodze przed miastem, nim trębacz zdążył odtrąbić alarm. Teraz Paget rozdzielił swe siły – 10. pułk posłał drogą prosto do miasta, podczas gdy on sam, na czele 15. pułku, obszedł zabudowania, by zagrodzić Francuzom ewentualną drogę odwrotu. Gdy dotarł do przeciwległego skraju miejscowości, natrafił na oba pułki francuskie, właśnie zaalarmowane i w pośpiechu formujące szyki na terenie podmiejskiej winnicy. Bez 10. pułku, który wciąż jeszcze przeszukiwał wieś, Paget miał zaledwie 2/3 sił, jakimi dysponował francuski dowódca, jednak postawił na atak.
Na początku szarży Brytyjczykom przeszkodził głęboki i szeroki rów. Paget został zmuszony do obejścia tej przeszkody, co z kolei Francuzów zmusiło do ustawicznego zmieniania ustawienia szyków frontem do huzarów pędzących wzdłuż rowu. Ci ostatni znaleźli przejście i uderzyli, nim szaserom udało się przeformować. Niedoświadczeni młodzi żołnierze nie wytrzymali natarcia. Szeregi pękły, a uciekający wpadli wprost na stojących za nimi dragonów. Był to koniec bitwy; Francuzi rzucili się do ucieczki tracąc 120 zabitych i 170 jeńców, a wśród nich dwóch podpułkowników. Straty Brytyjczyków wyniosły zaledwie 14 ludzi. Uciekinierzy jeszcze tego samego dnia donieśli Soultowi o przegranej i o nadciągnięciu głównych sił Moore’a.

## Rezultaty potyczki pod Sahagún
Pierwsze oddziały piechoty korpusu Moore’a dotarły do Sahagún tego samego dnia pod wieczór. Dowódca dał zmęczonym żołnierzom dwa dni na wypoczynek. Armia miała wyruszyć o zachodzie słońca 23 grudnia by uderzyć na korpus Soulta, ale wczesnym popołudniem tegoż dnia Moore dowiedział się, że Napoleon na czele ogromnej armii idzie na północ, z zamiarem schwytania wojsk brytyjskich w pułapkę. Dalsze działania zaczepne wobec korpusu Soulta zostały w tej sytuacji odwołane i rozpoczął się spieszny marsz odwrotowy w kierunku portowego miasta La Coruña.
Mimo tego zwycięstwa Paget nie miał uczestniczyć w przyszłej kampanii Wellingtona na Półwyspie Iberyjskim. Po bitwie odwrotowej pod La Coruñą i powrocie do Wielkiej Brytanii wdał się w romans z żoną Henry’ego Wellesleya, młodszego brata Wellingtona. Wybuchł skandal, w obliczu którego nie można było oddać go pod rozkazy Wellingtona. Wspólnie na polu bitwy obaj nie darzący się sympatią dowódcy stanęli dopiero w roku 1815 pod Waterloo.